# Francis Festing
Francis Wogan Festing (mandarin : 菲士廷, fēi shì tíng; 28 août 1902 - 3 août 1976) est un officier supérieur de l'armée britannique. Il est commandant des forces britanniques à Hong Kong (1945-46 et 1949), officier général commandant (GOC) des troupes britanniques en Égypte (1952), GOC Eastern Command (1954), commandant en chef Far East Land Forces (1956) et chef de l'état-major impérial (1958-1961). Il participe à la Seconde Guerre mondiale, jouant un rôle de premier plan dans la Bataille de Madagascar et l'offensive d'Arakan de la campagne de Birmanie.

## Jeunesse et début de carrière militaire
Festing est né à Dublin, en Irlande, fils du brigadier général Francis Leycester Festing et de Charlotte Katherine Grindall Festing (née Festing) cousine de son mari. Il fait ses études au Winchester College  et au collège militaire de Sandhurst  et est nommé au 3e Bataillon de la Rifle Brigade le 23 décembre 1921 . Il est promu lieutenant le 23 décembre 1923 et devient aide de camp du général Sir John Burnett-Stuart en 1926 . Il devient officier de liaison aérienne pour le Commandement de l'Est le 1er février 1936 et, après avoir fréquenté le Staff College de Camberley de 1933 à 1934, et ayant été promu capitaine le 1er septembre 1936 , il rejoint l'état-major au War Office le 15 février 1938 avant d'être promu major le 23 décembre 1938.

## Seconde Guerre mondiale

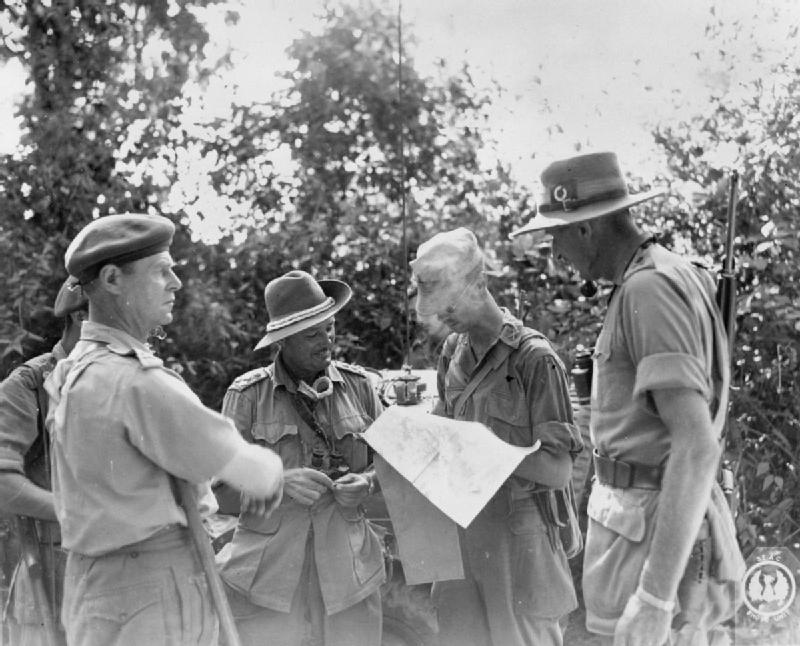
Le général de division Festing et le général de division Collin Jardine en Birmanie du Nord, décembre 1944.

Au cours de la Seconde Guerre mondiale, Festing est officier de liaison aérienne pour l'expédition en Norvège de 1940, puis, ayant été promu lieutenant-colonel par intérim en avril 1940, il est officier d'état-major à la direction des opérations du War Office à partir de mai 1940 . En septembre 1940, il devient commandant du 2e bataillon East Lancashire Regiment puis, en avril 1942, il devient commandant du 29e groupe-brigade d'infanterie indépendant qui est la force de débarquement de la Force 121 pour l'opération Ironclad, la saisie des ports et aérodromes français de Vichy dans le Océan Indien, notamment Diego Suárez, Majunga et Tamatave à Madagascar . Il reçoit l'Ordre du Service distingué (DSO) pour ses services dans cette campagne . Il sert également en Birmanie de 1942 à 1944.

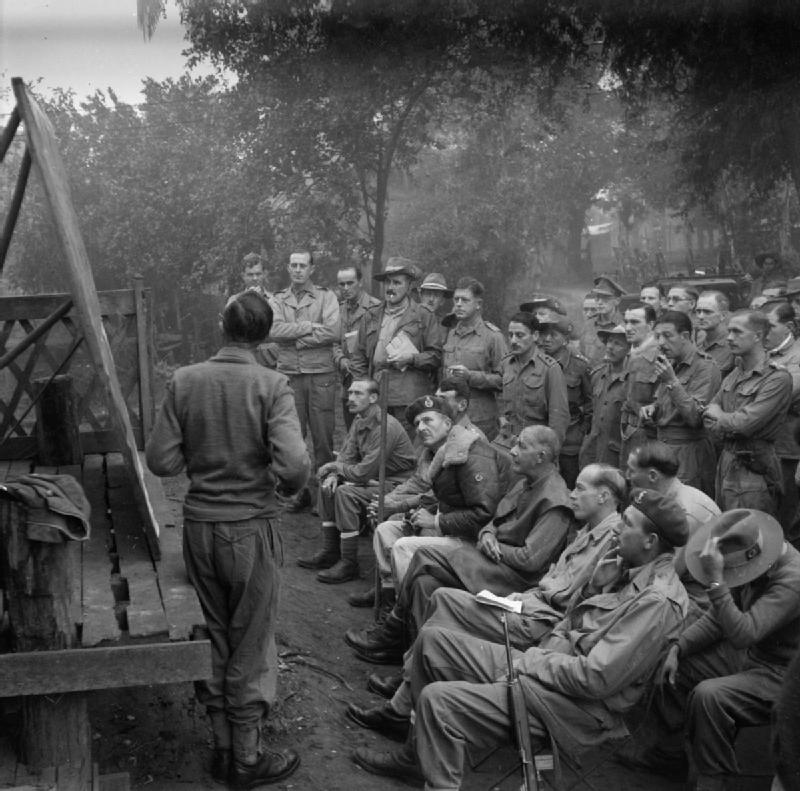
Major-général FW Festing, GOC de la 36e division d'infanterie (assis au centre de la première rangée), avec d'autres officiers supérieurs lors d'un briefing, janvier 1945.

Festing est mentionné dans les dépêches le 5 avril 1945, nommé Commandeur de l'Ordre de l'Empire britannique le 5 juillet, et nommé Compagnon de l'Ordre du Bain le 6 juin 1946; tout en reconnaissance de ses services en Birmanie. Il reçoit également la Légion du Mérite dans le grade de Commandeur par le Président des États-Unis pour sa conduite tout au long de la guerre le 8 novembre 1945.

## Carrière d'après-guerre
Festing est nommé commandant des forces britanniques à Hong Kong à partir d'août 1945 et, après avoir été promu général de division le 17 août 1946, il retourne au Royaume-Uni pour être directeur des armes et du développement au War Office en février 1947 où il reste jusqu'au 26 juin 1949 puis retourne à Hong Kong . Après s'être remis d'un caillot de sang au cerveau  il est nommé président du comité des commissions régulières le 1er octobre 1950 et devient chef d'état-major adjoint (organisation et formation) au Grand Quartier général des puissances alliées en Europe le 1er avril 1951. Il prend part au cortège funèbre le 11 février 1952 à la suite de la mort du roi George VI et est nommé chevalier commandeur de l'Ordre de l'Empire britannique lors de la cérémonie d'anniversaire de la reine 1952 .
Promu lieutenant général le 6 février 1952, Festing devient officier général commandant les troupes britanniques en Égypte en avril 1952, puis officier général commandant le commandement oriental le 1er juillet 1954 et, ayant été promu chevalier commandeur de l'Ordre de le bain dans les honneurs du nouvel an 1956, il devient commandant en chef des forces terrestres d'Extrême-Orient en août 1956 . Nommé général le 29 novembre 1956  il est promu chevalier grand-croix de l'ordre du bain lors de l'anniversaire de la reine en 1957 et, ayant été nommé aide de camp général de la reine le 26 juin 1958, il devient chef de l'état-major impérial le 29 septembre 1958. À ce titre, il conseille au gouvernement britannique de mettre fin à la conscription et de réduire la taille de l'armée de quinze bataillons . Promu feld-maréchal le 1er septembre 1960  il prend sa retraite le 1er novembre 1961.
À la retraite, Festing devient lieutenant-adjoint du Northumberland. Il s'intéresse aux premières armes à feu et aux épées japonaises. Il est catholique romain pratiquant . Il est décédé à son domicile de Tarset près de Hexham dans le Northumberland le 3 août 1976 .

## Famille
En 1937, Festing épouse Mary Cecilia, née Riddell (fille aînée de Cuthbert David Giffard Riddell, du château de Swinburne, Northumberland)  d'une vieille famille réfractaire . Le couple a quatre fils : Fra' Matthew Festing (prince et grand maître de l'ordre souverain de Malte), John Festing (ancien haut shérif de Northumberland), le major Michael Festing et Andrew Festing (ancien président de la Royal Society of Portrait Painters) .